# Olga Borisová-Pračiková
Olga Borisová-Pračiková (* Uljanovsk, Rusko) je primabalerínou Národního divadla moravskoslezského v Ostravě.

## Život
Narodila se v Rusku, dětství prožila na Ukrajině, její rodiče tančili v Ufě v Baškortostánu. Po absolutoriu Kyjevského státního choreografického učiliště v roce 1991 nastoupila do Kyjevského klasického baletu pod vedením národního umělce V. Kovtuna. Působila tam do roku 1993, poté nastoupila do angažmá Jihočeského divadla v Českých Budějovicích jako sólistka baletu. Od roku 1995 je první sólistkou baletu Národního divadla moravskoslezského v Ostravě a od roku 1998 vyučuje na ostravské Janáčkově konzervatoři. Hostovala v Japonsku, Francii, Dánsku, Německu, Itálii, Švýcarsku, Polsku, Rakousku, Maďarsku, Kanadě i USA.

## Repertoár
V Národním divadle moravskoslezském za dobu svého působení ztvárnila Borisová-Pračiková většinu hlavních rolí baletního repertoáru. Díky bravurní technice bez komplikací zvládá klasiku (Kitri v Don Quijotovi, Odetta a Odilie v Labutím jezeru ad.), neoklasiku i modernu. Velký ohlas měla jako Giselle či jako Klára / Máša v Louskáčkovi. Spolupracovala s řadou významných žijících choreografů a nastudovala role v baletech slavných choreografů minulosti.
- Sněhurka a sedm trpaslíků, sněhurka, 12. ledna 2006[3]
- Labutí jezero, Odetta–Odilie, 2011[4]

## Ocenění
- 2021: Medaile Artis Bohemiae Amicis (Přátelé českého umění) za šíření dobrého jména české kultury[5]
- 2021: Čestné uznání starosty městského obvodu Ostrava-Radvanice a Bartovice
- 2020: Čestné uznání Moravskoslezského kraje za celoživotní zásluhy v oblasti kultury u příležitosti 25 ti letého působení na baletní scéně v Národním divadle moravskoslezském
- 2014: širší nominace na Cenu Thálie za roli Sylfida v inscenaci La Sylphide
- 2013: širší nominace na Cenu Thálie za roli Juliány v inscenaci Balady
- 2005: širší nominace na Cenu Thálie za roli Eginy v baletu Spartakus
- 1999: Cena NDM za umění za sólovou roli v baletu Requiem
- 1996: Cena NDM „Mladých talentů“ za roli Lízy v baletu Marná opatrnost